# Egentliga skogsråttor
Egentliga skogsråttor (Neotoma) är ett släkte i familjen hamsterartade gnagare med omkring 20 arter som förekommer i Central- och Nordamerika.
Det vetenskapliga släktnamnet är sammansatt av de grekiska orden neos (ny) och tomos (skära, gnaga). Det syftar på en ny upptäckt form av gnagare.

## Utseende
Arterna når en kroppslängd (huvud och bål) mellan 15 och 23 cm samt en svanslängd av 7,5 till 24 cm. Vikten är 200 till 450 gram. Pälsen kan vara mjuk eller grov. Ovansidan har en ljusgrå till sandfärgade eller kanelfärgade päls, undersidan är ännu ljusare eller helt vit. Undantaget är arten Neotoma chrysomelas som har en tydlig rödbrun färg. Utformningen av svansens hårbeklädnad varierar mellan arterna.

## Utbredning och habitat
Utbredningsområdet sträcker sig från nordvästra Kanada till Nicaragua. Egentliga skogsråttor vistas i många olika habitat som till exempel torra öknar, fuktiga skogar eller klippiga bergstrakter.

## Ekologi
Arterna är främst aktiva på natten och de håller ingen vinterdvala. De vistas vanligen på marken eller i lägre delar av träd och buskar. Vuxna individer lever utanför parningstiden vanligen ensamma eller i små grupper. Födan utgörs främst av växtdelar som rötter, frön, stjälkar, kaktusväxter och blad samt av några ryggradslösa djur.
Egentliga skogsråttor bygger sina bon av grenar, rötter, ben, stenar och andra lämpliga föremål som de hittar under sina vandringar. Flera arter bygger boet på marken, ofta gömt mellan större rötter och klippor. Hos andra arter ligger boet i träd, till exempel i mangroveträsk. Boet används vanligen av en enda individ men övertas ofta av en individ från nästa generation och byggs vidare. Så kan boet få en diameter upp till två meter.
Könsmognaden infaller för ungdjur av arten Neotoma lepida efter två månader och för arten Neotoma cinerea efter två år. Honor kan para sig hela året men får vanligen endast upp till tre kullar per år (sällan upp till sju). Efter dräktigheten som varar 30 till 40 dagar föds upp till fyra blinda ungar. Ungarna öppnar ögonen efter två till tre veckor och fyra veckor efter födelsen slutar honan med digivning. En individ i fångenskap levde 7 år och 8 månader.

## Egentliga skogsråttor och människor
När individerna samlar material för sina bon tar de gärna skimrande föremål. Hittar de något som är mer åtråvärt lämnar de det första föremålet på plats och tar det nya. Därför betecknas de på engelska även som "trade rats" eller "pack rats". Likadant betecknas personer som lider av samlarsjuka.
Egentliga skogsråttor skapar med tiden stora avfallshögar. Avfallshögar från tidigare epoker kan vara förstenade och de används av biologer och paleoklimatologer för att få en bild av de ekologiska och klimatiska förhållandena under gångna tidsperioder.
Flera arter med begränsat utbredningsområde, främst på öar, är hotade i beståndet genom habitatförstörelse och införda fiender. Några arter listas redan som utrotad (se listan).

## Systematik
Enligt Wilson & Reeder (2005) utgörs släktet av 22 arter fördelade på tre undersläkten.
- Undersläkte Neotoma
  - Neotoma albigula lever i sydvästra USA (från Colorado) och norra Mexiko. Populationen på Datil Island i Californiaviken listades tidigare som självständig art, N. varia, och betraktas idag som underart av N. albigula.
  - Neotoma angustapalata hittas i de mexikanska delstaterna Tamaulipas och San Luis Potosí.
  - Neotoma anthonyi var bara känd från den mexikanska ön Islas de Todos Santos vid halvön Baja California. Arten listas av IUCN som utdöd (EX).
  - Neotoma bryanti förekommer endemisk på ön Isla de Cerros i samma region. Den listas som starkt hotad (EN).
  - Neotoma bunkeri levde på ön Isla Coronados i Californiaviken och betraktas som utdöd (EX).
  - Neotoma chrysomelas hittas i Honduras och Nicaragua.
  - Neotoma devia har sitt utbredningsområde i delstaten Arizona och i angränsande regioner av Mexiko (Sonora).
  - Neotoma floridana förekommer i centrala och östra USA från Colorado och Texas till Virginia och Florida. Populationen på Florida Keys är mer hotad än beståndet på fastlandet.
  - Neotoma fuscipes lever i bergstrakter i västra USA från Oregon till Kalifornien.
  - Neotoma goldmani hittas i Mexikos centrala högland.
  - Neotoma insularis, är endemisk för Isla Ángel de la Guarda.
  - Ökenskogsråtta (Neotoma lepida) har sitt utbredningsområde i västra USA och nordvästra Mexiko.
  - Neotoma leucodon förekommer i sydvästra USA (Colorado, Arizona, Texas) samt söderut till centrala Mexiko.
  - Neotoma macrotis lever i Kalifornien och på halvön Baja California.
  - Neotoma magister påträffas i östra USA (Indiana, New York, Georgia).
  - Neotoma martinensis var endemisk på ön Isla San Martín vid Baja California och är idag utdöd.
  - Neotoma mexicana lever från Utah och Colorado i USA över Mexiko till Honduras.
  - Neotoma micropus hittas från Colorado och Kansas söderut till centrala Mexiko.
  - Neotoma nelsoni är bara känd från ett mindre område i den mexikanska delstaten Veracruz och listas som akut hotad (CR).
  - Neotoma palatina förekommer endast i delstaten Jalisco i Mexiko.
  - Neotoma stephensi påträffas i Utah, Arizona och New Mexico.
- Undersläkte Teonoma
  - Busksvansad skogsråtta (Neotoma cinerea) lever i västra USA och kännetecknas av en yvig svans.
- Undersläkte Teanopus
  - Neotoma phenax hittas i de mexikanska delstaterna Sonora och Sinaloa.

Magdalenaråttan (Xenomys nelsoni) och Allens skogsråtta (Hodomys alleni) som vissa zoologer räknar till släktet står enligt Wilson & Reeder i sina egna släkten.